# 圣胡利安-德塞尔达尼奥拉
圣胡利安-德塞尔达尼奥拉，是西班牙加泰罗尼亚巴塞罗那省的一个市镇。总面积12平方公里，总人口248人（2013年），人口密度21人/平方公里。